# Unités territoriales autonomes de la rive gauche du Dniestr

Drapeau des Unités territoriales autonomes de la rive gauche du Dniestr, proche de celui de la république séparatiste, mais sans l'emblème soviétique.

Les unités territoriales autonomes de la rive gauche du Dniestr (en roumain : Unitățile Teritoriale Autonome din stînga Nistrului, en russe : Автономная территориальные единицы левобережья Днестра (Avtonomnaya territorial'nyye yedinitsy levoberezh'ya Dnestra) ou plus brièvement Приднестровская автономная единица (Pridnestrovskaya avtonomnaya yedinitsa)) sont les cinq raions de Camenca, Rîbnița, Dubăsari, Grigoriopol, Slobozia et la municipalité (ro) de Tiraspol qui forment, selon le droit de la Moldavie et selon l'Organisation des Nations unies, une région autonome de ce pays désignée par l'acronyme UTAN.
Il s'agit d'une entité différente de la république moldave du Dniestr - Republica Moldovenească Nistreană (RMN ci-après, RMD en Français) qui contrôle la majeure partie de son territoire :
- statutairement l'UTAN est une région autonome de la Moldavie reconnue comme telle par la communauté internationale, Russie incluse, donc une entité de jure créée et confirmée par les différents traités signés par la Moldavie, la Russie, l'Ukraine et la Roumanie en 1992, 1994 et 1996 et transcrits dans la loi moldave n° 764-XV de 2001, tandis que la RMN est un État autoproclamé, donc de facto ;
- territorialement leurs limites ne coïncident que partiellement ;
- leurs attributs sont également différents :
  - les Constitutions et les lois des deux entités sont différentes ;
  - la capitale de l'UTAN est Cocieri, celle de la RMN Tiraspol ;
  - la monnaie de l'UTAN est le leu moldave, celle de la RMN le rouble transnistrien ;
  - l'alphabet utilisé dans l'UTAN est l'alphabet latin, mais l'alphabet cyrillique dans la RMN ;
  - les forces de l'ordre et l'armée de l'UTAN sont celles de la république de Moldavie, tandis que la RMN a ses propres forces et armées ;
  - enfin les drapeaux sont également différents car l'UTAN utilise une version sans emblème soviétique[5], et la RMN une version avec cet emblème[6].

Les deux entités ne se reconnaissent pas mutuellement puisque la république de Moldavie ne reconnaît pas l'indépendance de la RMN, tandis que celle-ci ne reconnaît pas l'existence de l'UTAN.

## Géographie
De fait, seule la moitié de l'un des cinq raions, celui de Dubăsari, se trouve sous le contrôle des autorités moldaves. Le reste du territoire autonome, ainsi que la ville et la citadelle de Bender/Tighina sur la rive droite du Dniestr et six communes adjacentes, se trouvent sous le contrôle d'une entité auto-proclamée, militairement protégée par la 14e armée russe : la « république moldave du Dniestr » (RMN), en russe : Приднестровская Молдавская Республика, en ukrainien : Придністровська Молдавська Республіка et en moldave : Република Молдовеняскэ Нистрянэ (en caractères roumains cyrilliques, soit en roumain : Republica Moldovenească Nistreană, abrégé en RMN), qui est un État non reconnu, issu de la dislocation de l'URSS (1991).

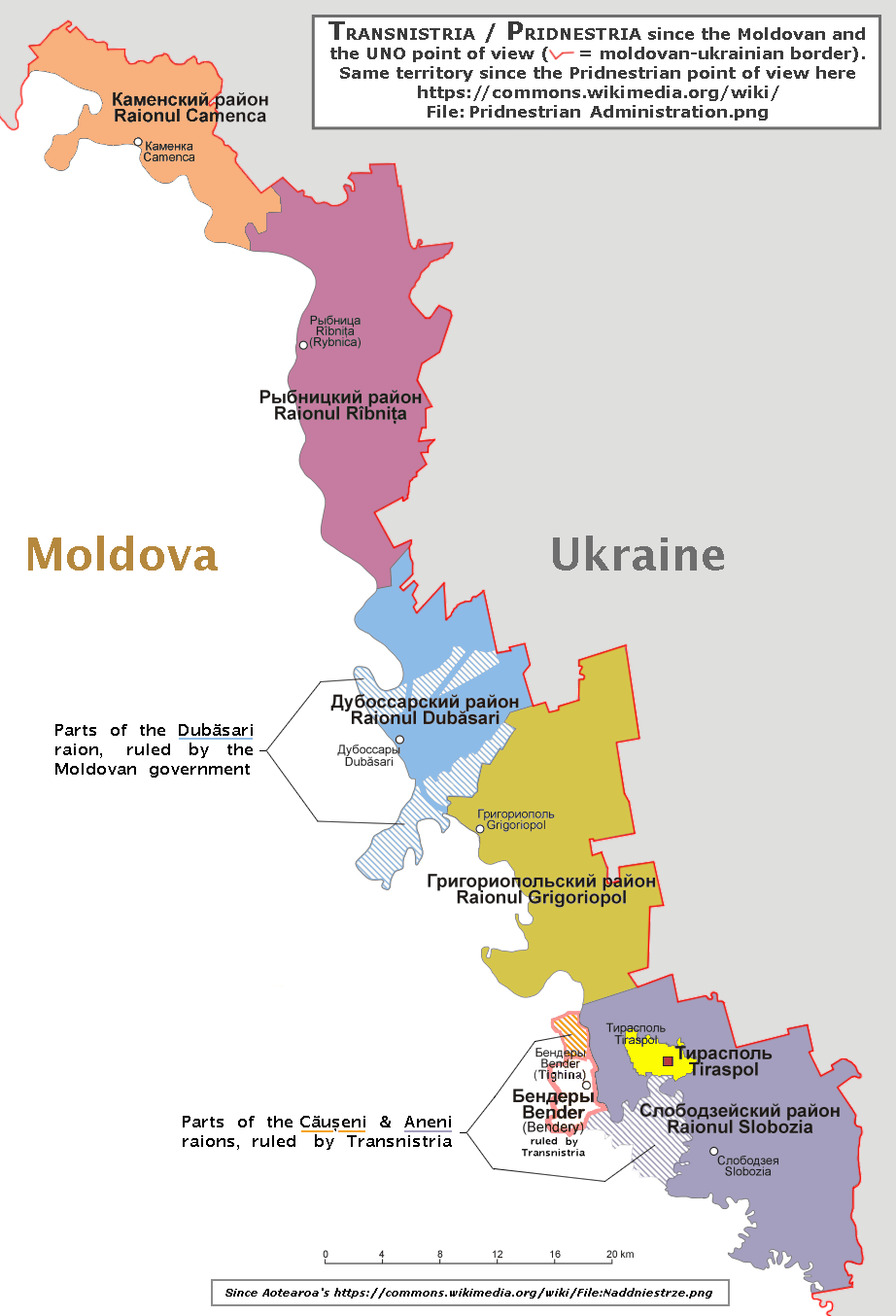
Carte des « Raions » de la RMN selon le point de vue de l'ONU et de la Moldavie. De facto la RMN contrôle Bender/Tighina et six autres communes rive droite du Dniestr, mais pas Cocieri, Molovata, Corjova, Coșnița, Pîrîta et Doroțca qui ont choisi l'obédience du gouvernement moldave.

## Dénominations
Le nom de « Transnistrie » utilisé par les médias en français pour désigner cette entité, n'a aucun caractère officiel. Il a été inventé par les ethnographes roumains du XIXe siècle dans leurs descriptions des minorités roumanophones vivant dans les gouvernements russes de Podolie et de Kherson, où elles s'étaient installées en provenance du Boudjak et de Dobrogée, pour fuir la double-capitation sur les chrétiens (haraç) et l'enlèvement des garçons pour les enrôler dans les janissaires, pratiqués dans ces régions devenues ottomanes au XVe siècle. Au début du XXe siècle cette dénomination tombe en désuétude jusqu'en 1941, lorsque le régime fasciste du maréchal Antonescu, le « Pétain roumain », occupe la région ukrainienne située entre le Dniestr et le Boug, alors dénommée officiellement « gouvernement de Transnistrie ». Cette occupation dure trois ans, après quoi à nouveau le terme sombre dans l'oubli (sauf pour les historiens de la Shoah en Roumanie) pour ressurgir en 1992 lors de la guerre du Dniestr consécutive à la dislocation de l'URSS, mais cette fois avec un sens territorialement plus restreint, désignant seulement le territoire moldave situé rive gauche du Dniestr.
Les autorités et populations russophones contestent cette dénomination roumaine, signifiant « au-delà du Dniestr », et utilisent la dénomination russe Pridniestrovie (Приднестровье) signifiant « sur le Dniestr » ou « le long du Dniestr ».
En forme longue, le gouvernement de Tiraspol utilise un nom différent dans chacune de ses trois langues officielles (russe, ukrainien et « moldave »). La dénomination moldave : Република Молдовеняскэ Нистрянэ en caractères roumains cyrilliques est la même qu'en caractères latins (roumain : Republica Moldovenească Nistreană, soit littéralement « République moldave nistréenne »), tandis qu'en russe : Приднестровская Молдавская Республика et ukrainien : Придністровська Молдавська Республіка elle comporte le préfixe При (pri) dont la traduction française, en toponymie, donne « lez », « lès » ou « auprès de ». La forme longue slave serait donc « république moldave du Dniestr ». La nuance est importante car « Transnistrie », « au-delà du Dniestr », se réfère à la définition moldave légale n'incluant que la rive gauche du fleuve, alors que Приднестровье, translittéré Pridnestrovie ou Pridniestrovie, « près du Dniestr », se réfère à la définition russe incluant des territoires sur les deux rives du fleuve. La meilleure traduction en français des noms slaves serait « Cisdniestrie », et la meilleure transcription « Pridniestrie ».
On trouve quelquefois la forme « Transdniestrie », mélange entre la dénomination roumaine et la dénomination russe.